# Гуалегуай
Гуалегуа́й (исп. Río Gualeguay) — река в Южной Америке. Протекает по территории аргентинской провинции Энтре-Риос. Общая протяжённость реки составляет 857 км. Площадь её водосборного бассейна насчитывает 21536 км². Уклон реки — 0,07 м/км. Средний расход воды — 320 м³/с
Река берёт своё начало к юго-востоку от города Сан-Хосе-Фелисиано в Аргентине. Течёт сначала юго-западном направлении, потом поворачивает на юг. Впадает в реку Парана слева, низовья Гуалегуая заболочены.
Основные притоки — Лукас, Аливино, Эль-Тигре, Вильягуай, Райсес, Эль-Обиспо, Кле.
Крупные города на реке — Гуалегуай, Росарио-дель-Тала, Вильягуай.